# Manao Horiuchi
Manao Horiuchi (堀内 真直, Horiuchi Manao), né le 7 octobre 1910 et mort le 16 mai 1980, est un réalisateur et un scénariste japonais.

## Biographie
Manao Horiuchi a réalisé plus de cinquante films et écrit treize scénarios pour la Shōchiku entre 1940 et 1965.

## Filmographie partielle

### Au cinéma
- 1940 : Gonza to Sukejū (権三と助十?), co-réalisé avec Eisaku Yoshino[2]
- 1953 : Tōkyō yancha musume (東京やんちゃ娘?)
- 1953 : Arakawa no Sakichi: Yūkyō fūfu gasa (荒川の佐吉 遊侠夫婦笠?)
- 1954 : Ban kara shain (蛮から社員?)
- 1954 : Ren'ai patorōru (恋愛パトロール?)
- 1954 : Seishun zenki (青春前期?)
- 1954 : Kenka garasu (喧嘩鴉?)
- 1955 : Mama yoko o muitete (ママ横をむいてて?)
- 1955 : Araki Mataemon (荒木又右衛門?)
- 1955 : Wakaki ushio (若き潮?)
- 1956 : Namida no hanamichi (涙の花道?)
- 1956 : Kimi wa hana no gotoku (君は花の如く?)
- 1957 : Kumo no bohyō yori: Sora yukaba (「雲の墓標」より 空ゆかば?)
- 1957 : Le Filet rouge (海人舟より 禁男の砂, Amabune yori: Kindan no suna?)[3]
- 1957 : Bōryoku no hatoba (暴力の波止場?)
- 1958 : Zoku kindan no suna (続・禁男の砂?)
- 1959 : Carte maritime (海の地図, Uminochizu?)
- 1959 : Kairyū (海流?)
- 1960 : Les Internées de Kampili (白い肌と黄色い隊長, Shiroi hada to kiiroi taichō?)[4]
- 1961 : Hikkoshi yatsure (引越やつれ?)
- 1961 : Banjun・Morishige no ottamage mura monogatari (伴淳・森繁のおったまげ村物語?)
- 1962 : Chin jarajara monogatari (ちんじゃらじゃら物語?)

### À la télévision
- 1970 : Kaidan miminashi hōchi (TV), d'après le roman Kaidan (Kwaidan) de Koizumi Yakumo